# Marc Fabi Ambust (pontífex màxim)
Marc Fabi Ambust (en llatí: Marcus Fabius Ambustus) era pontífex màxim l'any 390 aC.
Els seus tres fills, Ceso Fabi Ambust, Numeri Fabi Ambust i Quint Fabi Ambust van ser enviats com ambaixadors als gals quant aquestos assetjaven Clúsium i van ajudar els assetjats a escapar-se. Llavors els gals van demanar que s'entregaren per violació de la llei de les nacions però el Senat romà ho va refusar i els gals van marxar contra Roma i la van ocupar.